# We Belong to the Night
"We Belong to the Night" is een nummer van de Amerikaanse zangeres Ellen Foley. Het verscheen op haar debuutalbum Night Out uit 1979. Op 14 september van dat jaar werd het uitgebracht als haar debuutsingle als soloartiest.

## Achtergrond
"We Belong to the Night" is geschreven door Foley en Fred Goodman en geproduceerd door Ian Hunter en Mick Ronson. Het is, naast "Hideaway", een van de twee composities op het album waar Foley zelf aan heeft meegeschreven, alle andere nummers zijn covers. Het lied gaat over een stel dat overdag weinig liefde kent, maar in de nacht tot leven komt.
"We Belong to the Night" werd enkel een grote hit in Nederland en België (Vlaanderen).
In Nederland was de plaat op donderdag 13 september 1979 TROS Paradeplaat op de befaamde TROS donderdag op Hilversum 3 en werd mede hierdoor een gigantische hit in de destijds drie hitlijsten op de nationale publieke popzender. De plaat bereikte  de nummer 1-positie in zowel de Nederlandse Top 40, de Nationale Hitparade en de TROS Top 50. In de Europese hitlijst op Hilversum 3, de TROS Europarade, werd de 6e positie bereikt.
In België bereikte de plaat eveneens de nummer 1-positie in zowel de voorloper van de Vlaamse Ultratop 50 als de Vlaamse Radio 2 Top 30. In Wallonië werd géén notering behaald.
Foley denkt dat de reden is dat de plaat enkel in Nederland en België (Vlaanderen) succesvol was omdat "Paradise by the Dashboard Light", haar duet met Meat Loaf, ook alleen in deze landen een hit werd. In Australië behaalde de single nog wel de 15e positie. 
De Nederlandse zangeres Maaike Vos heeft de plaat in 2010 gecoverd als haar winnaarssingle van het derde seizoen van de televisie talentenjacht X Factor op RTL 4. Ze won het programma niet, maar desondanks werd het nummer als single uitgebracht. Haar versie bereikte de 4e positie in de Single Top 100 en de 26e positie in zowel de Nederlandse Top 40 op Radio 538 als de Mega Top 50 op 3FM.

## Hitnoteringen

### Ellen Foley

#### Nederlandse Top 40
| Hitnotering: 29-09-1979 t/m 15-12-1979 | Hitnotering: 29-09-1979 t/m 15-12-1979 | Hitnotering: 29-09-1979 t/m 15-12-1979 | Hitnotering: 29-09-1979 t/m 15-12-1979 | Hitnotering: 29-09-1979 t/m 15-12-1979 | Hitnotering: 29-09-1979 t/m 15-12-1979 | Hitnotering: 29-09-1979 t/m 15-12-1979 | Hitnotering: 29-09-1979 t/m 15-12-1979 | Hitnotering: 29-09-1979 t/m 15-12-1979 | Hitnotering: 29-09-1979 t/m 15-12-1979 | Hitnotering: 29-09-1979 t/m 15-12-1979 | Hitnotering: 29-09-1979 t/m 15-12-1979 | Hitnotering: 29-09-1979 t/m 15-12-1979 | Hitnotering: 29-09-1979 t/m 15-12-1979 |
| Week                                   | 1                                      | 2                                      | 3                                      | 4                                      | 5                                      | 6                                      | 7                                      | 8                                      | 9                                      | 10                                     | 11                                     | 12                                     |                                        |
| -------------------------------------- | -------------------------------------- | -------------------------------------- | -------------------------------------- | -------------------------------------- | -------------------------------------- | -------------------------------------- | -------------------------------------- | -------------------------------------- | -------------------------------------- | -------------------------------------- | -------------------------------------- | -------------------------------------- | -------------------------------------- |
| Positie                                | 32                                     | 18                                     | 10                                     | 5                                      | 3                                      | 1                                      | 1                                      | 1                                      | 3                                      | 5                                      | 15                                     | 28                                     | uit                                    |

#### Nationale Hitparade
| Hitnotering: 06-10-1979 t/m 05-01-1980 | Hitnotering: 06-10-1979 t/m 05-01-1980 | Hitnotering: 06-10-1979 t/m 05-01-1980 | Hitnotering: 06-10-1979 t/m 05-01-1980 | Hitnotering: 06-10-1979 t/m 05-01-1980 | Hitnotering: 06-10-1979 t/m 05-01-1980 | Hitnotering: 06-10-1979 t/m 05-01-1980 | Hitnotering: 06-10-1979 t/m 05-01-1980 | Hitnotering: 06-10-1979 t/m 05-01-1980 | Hitnotering: 06-10-1979 t/m 05-01-1980 | Hitnotering: 06-10-1979 t/m 05-01-1980 | Hitnotering: 06-10-1979 t/m 05-01-1980 | Hitnotering: 06-10-1979 t/m 05-01-1980 | Hitnotering: 06-10-1979 t/m 05-01-1980 | Hitnotering: 06-10-1979 t/m 05-01-1980 | Hitnotering: 06-10-1979 t/m 05-01-1980 |
| Week                                   | 1                                      | 2                                      | 3                                      | 4                                      | 5                                      | 6                                      | 7                                      | 8                                      | 9                                      | 10                                     | 11                                     | 12                                     | 13                                     | 14                                     |                                        |
| -------------------------------------- | -------------------------------------- | -------------------------------------- | -------------------------------------- | -------------------------------------- | -------------------------------------- | -------------------------------------- | -------------------------------------- | -------------------------------------- | -------------------------------------- | -------------------------------------- | -------------------------------------- | -------------------------------------- | -------------------------------------- | -------------------------------------- | -------------------------------------- |
| Positie                                | 24                                     | 7                                      | 3                                      | 4                                      | 2                                      | 1                                      | 2                                      | 3                                      | 3                                      | 11                                     | 13                                     | 26                                     | 31                                     | 30                                     | uit                                    |

#### TROS Top 50
TROS Paradeplaat Hilversum 3 donderdag 13-09-1979.
Hitnotering: 20-09-1979 t/m 20-12-1979. Hoogste notering: #1 (1 week).

#### TROS Europarade
Hitnotering: 28-10-1979 t/m 16-12-1979. Hoogste notering: #6 (1 week). 

#### NPO Radio 2 Top 2000
| Nummer met noteringen in de NPO Radio 2 Top 2000 | '99 | '00 | '01 | '02 | '03  | '04 | '05 | '06 | '07  | '08 | '09  | '10  | '11  | '12  | '13  | '14  | '15  | '16  | '17  | '18  | '19  | '20  | '21  | '22  | '23  |
| ------------------------------------------------ | --- | --- | --- | --- | ---- | --- | --- | --- | ---- | --- | ---- | ---- | ---- | ---- | ---- | ---- | ---- | ---- | ---- | ---- | ---- | ---- | ---- | ---- | ---- |
| We Belong to the Night                           | 899 | 544 | 806 | 874 | 1007 | 840 | 944 | 892 | 1114 | 920 | 1170 | 1006 | 1316 | 1185 | 1286 | 1207 | 1393 | 1458 | 1330 | 1547 | 1884 | 1597 | 1865 | 1944 | 1974 |

1. ↑  Een vetgedrukt getal geeft de hoogste notering aan.
2. ↑  Deze tabel is bijgewerkt tot en met de laatste editie (2024).

### Maaike Vos

#### Nederlandse Top 40
| Hitnotering: 12-06-2010 t/m 19-06-2010 | Hitnotering: 12-06-2010 t/m 19-06-2010 | Hitnotering: 12-06-2010 t/m 19-06-2010 | Hitnotering: 12-06-2010 t/m 19-06-2010 |
| Week                                   | 1                                      | 2                                      |                                        |
| -------------------------------------- | -------------------------------------- | -------------------------------------- | -------------------------------------- |
| Positie                                | 26                                     | 26                                     | uit                                    |

#### Single Top 100
| Hitnotering: 05-06-2010 t/m 19-06-2010 | Hitnotering: 05-06-2010 t/m 19-06-2010 | Hitnotering: 05-06-2010 t/m 19-06-2010 | Hitnotering: 05-06-2010 t/m 19-06-2010 | Hitnotering: 05-06-2010 t/m 19-06-2010 |
| Week                                   | 1                                      | 2                                      | 3                                      |                                        |
| -------------------------------------- | -------------------------------------- | -------------------------------------- | -------------------------------------- | -------------------------------------- |
| Positie                                | 4                                      | 35                                     | 71                                     | uit                                    |